# Кипр на «Евровидении-1983»
Кипр в третий раз участвовал в двадцать восьмом выпуске телевизионного конкурса Евровидение-1983, который состоялся 23 апреля в Мюнхене, ФРГ. Страну представлял дуэт Stavros & Constantina (Ставрос Сидерас и Дина Константина) с песней I agapi akoma zi ("Любовь всё ещё живёт"), написанной Ставросом Сидерасом. По итогам голосования дуэт занял 16-е место из 20, набрав 26 очков. Тем не менее, I agapi akoma zi стала предшественницей кипрской заявки на Евровидение-1984 Anna Maria Lena в исполнении Энди Пола. Конкурс был показан CyBC на канале RIK 1 с комментариями Фрини Пападопуло. Глашатаем от Кипра была Анна Партелиду.

## До «Евровидения»

### Внутренний отбор
Начиная с 1981 года кипрский вещатель CyBC отвечает за организацию отбора заявки на Евровидение и дальнейшую трансляцию конкурса. С момента своего дебюта CyBC всех исполнителей и песен утверждала путём внутреннего отбора. На фоне успеха предыдущих исполнителей - группы Island и Анны Висси - телекомпания вновь использовала внутренний отбор. В период с 16 ноября 1982 по 22 января 1983 года CyBC открыла подачу заявок от каждого заинтересованного композитора и автора песен, при условии, что кандидаты должны предоставить по две песни. По итогам отбора вещатель получил 22 заявки. 23 февраля 1983 года состоялся внутренний отбор, победитель которого определялся жюри из 11 человек.
Ставрос Сидерас был автором дебютной кипрской заявки Monika группы Island на Евровидение-1981, в состав которой он входил. Первоначально он записал сольную версию своей песни I agapi akoma zi, но позже привлёк к работе Дину Константину, и песня трансформировалась в дуэт.

## На «Евровидении»
В Мюнхене Stavros & Constantina выступали под номером 13, между Югославией и Германией. Во время исполнения этой песни роль бэк-вокала исполняли будущие представительницы Кипра на Евровидение, Елена Патроклу (1991) и Эвридики (1992, 1994 и 2007). По итогам голосования дуэт занял 16-е место из 20, набрав 26 очков. Кипрское жюри 12 очков присудило Греции. Михаил Розакис был дирижёром оркестра во время исполнения кипрской песни.

### Голосование
| Очки      | Страна               |
| --------- | -------------------- |
| 12 баллов |                      |
| 10 баллов |                      |
| 8 баллов  |                      |
| 7 баллов  |                      |
| 6 баллов  | - Югославия          |
| 5 баллов  | - Германия - Израиль |
| 4 балла   | - Бельгия - Норвегия |
| 3 балла   |                      |
| 2 балла   |                      |
| 1 балл    | - Дания - Швейцария  |

| Очки      | Страна         |
| --------- | -------------- |
| 12 баллов | Греция         |
| 10 баллов | Люксембург     |
| 8 баллов  | Югославия      |
| 7 баллов  | Швеция         |
| 6 баллов  | Великобритания |
| 5 баллов  | Нидерланды     |
| 4 балла   | Франция        |
| 3 балла   | Австрия        |
| 2 балла   | Дания          |
| 1 балл    | Италия         |